# Epterode
Epterode ist ein Ortsteil der Stadt Großalmerode im hessischen Werra-Meißner-Kreis.

## Geographie

### Geographische Lage
Epterode liegt im Geo-Naturpark Frau-Holle-Land (Werratal.Meißner.Kaufunger Wald) 1,4 km südlich der Kernstadt von Großalmerode und 7,2 km nordöstlich der Kernstadt von Hessisch Lichtenau. Es befindet sich zwischen dem beim Ort gelegenen Hohekopf (539,4 m) im Osten und dem nahen Hirschberg (643,4 m) im Westen; etwa 5 km südöstlich erhebt sich das Bergmassiv Hoher Meißner (753,6 m). Südwestlich des Stadtteils liegen in Richtung Rommerode die Exbergseen, westlich davon der Stadtteil Faulbach.

### Geologie, Bodenschätze
Der Ort liegt in einem etwa 300 m mächtigen Tertiärgebiet, dessen Entstehung Ergebnis tektonischer Störungen und Verwerfungen durch Vulkantätigkeit ist. Dementsprechend gibt es im Gemeindegebiet Buntsandstein-, Basalt-, Sand-, Ton-, Wascherde-, Braunkohlen- und Alaunerzvorkommen. Am Ortsrand befindlichen Bühlchen findet man den weltweit nur an wenigen Fundorten vorkommenden Porzellanjaspis.

## Geschichte

### Ortsgeschichte
Die erste urkundliche Erwähnung findet sich als Everharderot im Jahr 1182. Der Ortsname ist mit Epterodte 1459 und Epterode 1717 belegt. Nach urkundlicher Überlieferung gehörte ein Teil der Gemarkung (4 Höfe mit 4 Hufen) bis zum Jahr 1182 zum Kloster Hasungen, das diese Güter mit Landgraf Ludwig III. von Thüringen für Güter in Salzaha (heute: Bad Langensalza), wahrscheinlich dem heutigen Stadtteil Ufhoven, tauschte. Diese Güter dürften nach Ende des thüringischen Erbfolgekrieges und der Gründung des hessischen Territorialstaats 1264 zur Landgrafschaft Hessen gekommen sein.
1305 wird der Ort als Eberharderode urkundlich mit Rotemanrode, heute Rommerode, erwähnt. Danach erwarben die Ritter Friedrich und Hermann von Spangenberg aus dem Geschlecht der Treffurter Güter in den genannten Orten von Siffriede und Bertram von Hundelshausen von Eberhard, Bürger der Herren von Spangenberg in der Stadt Spangenberg, die sie sogleich denen von Hundelshausen als Lehen übertrugen.
Seit 1355 waren die von dem Berge vom Landgrafen mit einem Teil des Waldes Querenberg beliehen, 1391 die von Hundelshausen mit halb Epterode.
1413 verlieh Landgraf Ludwig I. denen von Hundelshausen das Dorf Ebterodte mit dem Querenberg zur Hälfte. 1428 übertrug Landgraf Ludwig I. eine Hälfte des Ortes mit dem Querenberg den Brüdern Bernd und Bruno von dem Berge als Mannlehen, die andere Hälfte hatten ab 1458 die von Hundelshausen mit Gericht als hessisches Lehen inne.
Nach dem Aussterben derer von dem Berge ging 1623 deren Hälfte an die Vogtei Rückerode, die andere Hälfte blieb bis etwa Mitte des 19. Jahrhunderts hessisches Lehen derer von Hundelshausen. Das Dorf hatte das Recht, Bier selbst zu brauen, eine Braugerechtigkeit regelte die zu brauende Menge und die Zuteilung von Hopfen, Hefe und Malz. Die Kirche wurde 1733 unter Pfarrer J. L. B. Cannengießer erbaut, sie ist vermutlich nicht die erste, denn auf einer Steinplatte in der Kirche findet man die Inschrift: „1596 KS“.
Der Ort hatte von 1883 bis 2002 einen Bahnhof an der Bahnstrecke Walburg–Großalmerode West. 1973 wurde der Personenverkehr eingestellt. Der zuletzt noch zwischen Walburg und Epterode aufrechterhaltene Güterverkehr wurde mit Schließung der Zeche Hirschberg, deren Rohstoffe im Bahnhof Epterode verladen wurden, am 15. Dezember 2002 eingestellt. Im Sommer 2003 wurde der markante Kohlebunker am Bahnhof Epterode abgerissen.

### Gebietszugehörigkeit
Das Dorf unterstand 1569 und von 1575 bis 1585 dem Amt Lichtenau, 1585–1817 dem Amt Ludwigstein/Witzenhausen (1807–1813 dem Kanton Kaufungen), 1817–1821 dem Amt Großalmerode und seit 1821–1974 gehörte es zum Kreis Witzenhausen, ab 1974 zum Werra-Meißner-Kreis.
Im Zuge der Gebietsreform in Hessen wurde zum 31. Dezember 1970 die bis dahin selbständige Gemeinde Epterode auf freiwilliger Basis nach Großalmerode eingegliedert. Für Epterode wie für alle nach Großalmerode eingegliederten Gemeinden sowie für die Kernstadt wurden Ortsbezirke mit Ortsbeirat und Ortsvorsteher nach der Hessischen Gemeindeordnung gebildet.

### Wirtschaftsgeschichte
Seit über 800 Jahren waren die Gewinnung und Verarbeitung von Ton, Sand und Kohle die Haupterwerbsquellen der Bewohner. So siedelten und produzierten hier Töpfer, Alaunsieder, Schmelztiegelmacher und Waldgläsner. Aufgrund der unfruchtbaren Höhenlage spielte die Land- und Viehwirtschaft nur eine untergeordnete Rolle. Heute gibt es in Epterode noch einige Betriebe, die feuerfeste Materialien (Schmelztiegel) und andere, die noch Schneiderkreide herstellen. Die Zeche Hirschberg, die im Nordhessischen Braunkohlerevier als letzte Tiefbaugrube Deutschlands Braunkohle förderte, wurde 2002 geschlossen.

## Bevölkerung

### Einwohnerstruktur 2011
Nach den Erhebungen des Zensus 2011 lebten am Stichtag, dem 9. Mai 2011, in Epterode 387 Einwohner. Darunter waren 3 (0,8 %) Ausländer.
Nach dem Lebensalter waren 60 Einwohner unter 18 Jahren, 150 zwischen 18 und 49, 102 zwischen 50 und 64 und 75 Einwohner waren älter. Die Einwohner lebten in 168 Haushalten. Davon waren 48 Singlehaushalte, 48 Paare ohne Kinder und 54 Paare mit Kindern, sowie 15 Alleinerziehende und keine Wohngemeinschaften. In 33 Haushalten lebten ausschließlich Senioren und in 114 Haushaltungen lebten keine Senioren.

### Einwohnerentwicklung
| Quelle: Historisches Ortslexikon |                                     |
| • 1575/85:                       | 22 Hausgesesse                      |
| • 1681:                          | 29 Hausgesesse                      |
| • 1747:                          | 43 Mannschaften mit 44 Feuerstellen |

| Epterode: Einwohnerzahlen von 1771 bis 2019 | Epterode: Einwohnerzahlen von 1771 bis 2019 | Epterode: Einwohnerzahlen von 1771 bis 2019 | Epterode: Einwohnerzahlen von 1771 bis 2019 | Epterode: Einwohnerzahlen von 1771 bis 2019 |
| --- | ------------------------------------------- | ------------------------------------------- | ------------------------------------------- | ------------------------------------------- |
| Jahr |                                             |                                             |                                             | Einwohner                                   |
| 1771 | 1771                                        |                                             | 284                                         | 284                                         |
| 1800 | 1800                                        |                                             | ?                                           | ?                                           |
| 1834 | 1834                                        |                                             | 368                                         | 368                                         |
| 1840 | 1840                                        |                                             | 352                                         | 352                                         |
| 1846 | 1846                                        |                                             | 390                                         | 390                                         |
| 1852 | 1852                                        |                                             | 364                                         | 364                                         |
| 1858 | 1858                                        |                                             | 376                                         | 376                                         |
| 1864 | 1864                                        |                                             | 402                                         | 402                                         |
| 1871 | 1871                                        |                                             | 405                                         | 405                                         |
| 1875 | 1875                                        |                                             | 397                                         | 397                                         |
| 1885 | 1885                                        |                                             | 389                                         | 389                                         |
| 1895 | 1895                                        |                                             | 446                                         | 446                                         |
| 1905 | 1905                                        |                                             | 502                                         | 502                                         |
| 1910 | 1910                                        |                                             | 495                                         | 495                                         |
| 1925 | 1925                                        |                                             | 461                                         | 461                                         |
| 1939 | 1939                                        |                                             | 532                                         | 532                                         |
| 1946 | 1946                                        |                                             | 632                                         | 632                                         |
| 1950 | 1950                                        |                                             | 632                                         | 632                                         |
| 1956 | 1956                                        |                                             | 579                                         | 579                                         |
| 1961 | 1961                                        |                                             | 544                                         | 544                                         |
| 1967 | 1967                                        |                                             | 534                                         | 534                                         |
| 1982 | 1982                                        |                                             | 455                                         | 455                                         |
| 1992 | 1992                                        |                                             | 438                                         | 438                                         |
| 1997 | 1997                                        |                                             | 446                                         | 446                                         |
| 2006 | 2006                                        |                                             | 447                                         | 447                                         |
| 2011 | 2011                                        |                                             | 387                                         | 387                                         |
| 2015 | 2015                                        |                                             | 373                                         | 373                                         |
| 2019 | 2019                                        |                                             | 379                                         | 379                                         |
| Datenquelle: Historisches Gemeindeverzeichnis für Hessen: Die Bevölkerung der Gemeinden 1834 bis 1967. Wiesbaden: Hessisches Statistisches Landesamt, 1968. Weitere Quellen: bis 2006; Stadt Großalmerode; Zensus 2011 |                                             |                                             |                                             |                                             |

### Historische Religionszugehörigkeit
| • 1885: | 0256 evangelische (= 99,61 %), ein katholischer (= 0,39 %) Einwohner |
| • 1961: | 469 evangelische (= 86,12 %), 58 katholische (= 12,50 %) Einwohner   |

## Politik
Für Epterode besteht ein Ortsbezirk (Gebiete der ehemaligen Gemeinde Epterode und den Hausgrundstücke Rommeröder Straße 8, 10 und 12) mit Ortsbeirat und Ortsvorsteher nach der Hessischen Gemeindeordnung.
Der Ortsbeirat besteht aus fünf Mitgliedern. Bei den Kommunalwahlen in Hessen 2021 betrug die Wahlbeteiligung zum Ortsbeirat 62,24 %. Es erhielten die SPD mit 34,19 % zwei Sitze und die „Wählergemeinschaft Großalmerode“ mit 81,84 % drei Sitze. Der Ortsbeirat Alexander Meywirth (WG) zum Ortsvorsteher.

## Wirtschaft und Infrastruktur
Bildung
Ein urkundlicher Hinweis auf eine Schule bereits im Jahr 1633 liegt vor, denn bis zu dieser Zeit war Nikolaus Heyse Lehrer in Epterode, danach bis zum Jahr 1667 Lehrer in Laudenbach und Hausen. Vermutlich gab es ein erstes Schulhaus im Oberdorf (heute Dorfstraße 37). Im August 1913 erfolgte die Grundsteinlegung der neuen Schule auf dem ehemaligen Hüttenplatz eines Alaunwerkes am Repsch. Die Einweihungsfeier fand am 15. April 1915 statt. Viele Jahre bestand eine achtklassige Volksschule mit einer Lehrkraft bei zeitweise 90 bis 105 Schülern. Es gab immer wieder Unterrichtsausfall und häufige Vertretungsstunden durch Lehrer aus Großalmerode, insbesondere während und nach den Weltkriegen. Es folgte ein Rückgang der Schülerzahlen nach dem Jahr 1949. Die Schulauflösung fand Ende 1965 mit der Versetzung der Schüler ab 5. Januar 1966 zur Mittelpunktschule Rommerode und nach den Sommerferien 1970 zur Gesamtschule Großalmerode statt. Zu dieser Zeit erfolgte auch der Abriss des letzten Schulgebäudes am Repsch.

## Persönlichkeiten
- Johannes Becker (1726–1804), Organist und Kirchenmusiker, prägte die Kirchenmusik im Kurfürstentum Hessen-Kassel
- Moritz Goebel (1900–1975), Kaufmann und Mitglied des Landtags des Volksstaates Hessen
- Erich Klinghammer (1930–2011), Ethologe, Wolfsforscher, Gründer des Wolf-Parks in Battle Ground (Indiana), USA